# Morinova ploskev
Morinova ploskev je zgled polovičnega modela obračanja (zavihanja) sfere navzven, ki ga je odkril slepi francoski matematik Bernard Morin (rojen 1931). To je drugi tak primer. Prvo eksplicitno obračanje sfere navzven sta podala Arnold Shapiro in Anthony Phillips v zgodnjih 1960-tih s pomočjo Boyjeve ploskve kot polovičnim modelom. Predstavljajmo si, da obrnemo sfero z rdečo notranjostjo in zeleno  zunanjostjo, iz njene notranjosti navzven. V tem primeru se sfera s pomočjo homotopije pretvori v Morinovo ploskev. Polovica ploskve, ki jo vidimo z zunanje strani, bo zelene in polovica rdeče.    

Polovica Morinove ploskve pripada zunanjosti (zeleno) sfere, 
 ki je homomorfna drugi simetrični polovici notranjosti (rdeče).
Z vrtenjem ploskve za 90º okrog njene osi simetrije se spreminja barva.

## Struktura Morinove ploskve
Morinovo ploskev lahko razdelimo na štiri skladna področja. Posamezna področja imenujemo Vzhod, Jug, Zahod in Sever. Včasih pa področja imenujemo kar s številkami (v istem zaporedju) kot področja 0, 1, 2 in 3. 
Področje Vzhod Morinove ploskve.
Morinova ploskev ima štirikratno točko skozi katero teče os simetrije.  Štirikratna točka je začetna in končna točka šestih premic z dvojnimi točkami. Vsako izmed štirih področij je omejeno s tremi črtami, ki vsebujejo dvojne točke. Tako je vsako področje homeomorfno s trikotnikom.
Na naslednji sliki je prikazano področje Vzhod.
Slika prikazuje področje Vzhod, ki je omejeno s tremi zankami ABCDA, AEFGA in AHIJA. Od teh zank je tretja zanka (AHIJA) črta dvojnih točk, kjer se področje Vzhod seka s samim seboj. Zanka ABCDAje edina črta z dvojnima točkama, kjer je področje Vzhod povezano s področjem Zahod.  Zanka AEFGA je edina črta z dvojnimi točkami kjer je področje Vzhod povezano s področjem Jug. Ta točka je štirikratna, kjer v resnici imamo štiri različne točke A0, A1, A2 in A3.